# Frederikslund Station
Frederikslund station blev etableret i 1887 sammen med Fjenneslev og Kværkeby stationer og lå imellem stationerne Slagelse og Sorø. Stationen blev anlagt uden passagerekspedition, for at optimere krydsningsmulighederne på den enkeltsporede Vestbane (Roskilde-Korsør). Stationen blev nedlagt den 27. maj 1962.
Stationen ligger ved gården Lille Frederikslund og bebyggelsen Frederikslund i Ottestrup Sogn, Slagelse Kommune.
|  | Denne artikel om en bygning eller et bygningsværk kan blive bedre, hvis der indsættes et (bedre) billede. Du kan hjælpe ved at afsøge Wikimedia Commons for et passende billede eller lægge et op på Wikimedia Commons med en af de tilladte licenser og indsætte det i artiklen. |

55°24′28″N 11°27′17″Ø / 55.40778°N 11.45472°Ø